# Steve Hodge
Pour les articles homonymes, voir Hodge.
	Stephen Hodge, dit Steve Hodge, né le 20 octobre 1962 à Nottingham (Angleterre), est un footballeur anglais, qui évoluait au poste de milieu de terrain à Nottingham Forest et en équipe d'Angleterre.
Hodge n'a marqué aucun but lors de ses vingt-quatre sélections avec l'équipe d'Angleterre entre 1986 et 1991. Il participe à la Coupe du monde 1986 et à la Coupe du monde 1990.
Il récupéra d'ailleurs lors de la Coupe du monde 1986 après leur confrontation avec l'Argentine en quarts de finale, le célèbre maillot de Diego Maradona, auteur ce jour-là de la main de Dieu et de l'un des buts les plus mémorables de l'histoire des coupes du monde.

## Carrière
- 1980-1985 : Nottingham Forest  Angleterre
- 1985-1986 : Aston Villa  Angleterre
- 1986-1988 : Tottenham Hotspur  Angleterre
- 1988-1991 : Nottingham Forest  Angleterre
- 1991-1994 : Leeds United  Angleterre
- 1994 : Derby County  Angleterre
- 1994-1995 : Queens Park Rangers  Angleterre
- 1995-1996 : Watford FC  Angleterre
- 1997-1998 : Leyton Orient  Angleterre[1]

## Palmarès

### En équipe nationale
- 24 sélections et 0 but avec l'équipe d'Angleterre entre 1986 et 1991.
- Quatrième de la Coupe du monde de football de 1990.
- Quart de finaliste de la Coupe du monde de football de 1986.

### Avec Nottingham Forest
- Vainqueur de la Coupe de la Ligue anglaise de football en 1989 et 1990.

### Avec Leeds United
- Vainqueur du Championnat d'Angleterre de football en 1992.
- Vainqueur du Charity Shield en 1992.